# Karaoğlan (Fernsehserie)
Karaoğlan ist eine türkische Fernsehserie, die 2002 auf Kanal D ausgestrahlt wurde.

## Inhalt
Karaoğlan lebte im 12. Jahrhundert in Zentralasien und rebellierte zusammen mit seinem Vater Baybora gegen Ungerechtigkeit und Unterdrückung. Als Karaoğlan noch klein war, wurde seine Mutter getötet und sein Vater wurde in ein Gefängnis geworfen. Aufgezogen wurde er von Baysungar. Zusammen mit Çalık, Balaban und Bayırgülü Kaşgarlı Gurhan will er den Tod seiner Mutter rächen.

## Besetzung
| Schauspieler      | Figur           |
| ----------------- | --------------- |
| Kaan Urgancıoğlu  | Karaoğlan       |
| Tuba Ünsal        | Bayırgülü       |
| Serdar Gökhan     | Baybora         |
| Özlem Tekin       | Zenka           |
| Şevval Sam        | Ece Hatun       |
| İpek Tanrıyar     | Ülger           |
| Sümer Tilmaç      | Balaban         |
| İştar Gökseven    | Çalık           |
| Evrim Solmaz      | Yeter Sultan    |
| Hasan Yalnızoğlu  | Camoka          |
| Ayşen Gürler      | Ay Kız          |
| Fatoş Silan       | Fidan Hatun     |
| Haldun Boysan     | Cemşit          |
| Sinemis Candemir  | Ceren           |
| Nihat Nikerel     | Yargocak        |
| Yılmaz Köksal     | Otmar           |
| Mehmet Akif Asmaz | Kaşgarlı Gürhan |

## Produktion und Veröffentlichung
Die Serie wurde von 20. September 2002 bis 8. November 2002 auf Kanal D ausgestrahlt. Die Produzenten der Serie war Abdullah Oğuz und Meral Okay. Regie führte Cem Akyoldaş. Die Drehbücher schrieben Ahmet Yurdakul, Arda Uskan, Selçuk Akman und Suat Yalaz. In den Hauptrollen spielen Kaan Urgancıoğlu, Tuba Ünsal, Serdar Gökhan, Özlem Tekin und İpek Tanrıyar.